# Fatau Dauda
Fatau Dauda (Obuasi, 1985. április 6.) ghánai labdarúgó kapus.

## Pályafutása
Dauda 2004-ben kezdte labdarúgó pályafutását Okwawu United-nél. 2006-ban csatlakozott az Ashanti Gold SC csapatához szülővárosában, Obuasiban. Tagja volt a ghánai labdarúgó-bajnokság All Star csapatának 2007-ben.2008-ban július 5-én jelölték az Év kapusa címre Ghánában.

## A válogatottban
Dauda volt Ghána harmadik számú kapusa a 2008-as afrikai nemzetek kupáján.

## Fordítás
- Ez a szócikk részben vagy egészben  az   Abdul Fatawu Dauda című angol Wikipédia-szócikk fordításán alapul.  Az eredeti cikk szerkesztőit annak laptörténete sorolja fel. Ez a jelzés csupán a megfogalmazás eredetét és a szerzői jogokat jelzi, nem szolgál a cikkben szereplő információk forrásmegjelöléseként.